# Saint-Joseph-des-Bancs
Saint-Joseph-des-Bancs é uma comuna francesa na região administrativa de Auvérnia-Ródano-Alpes, no departamento de Ardèche. Estende-se por uma área de 12,89 km². Em 2010 a comuna tinha 176 habitantes (densidade: 13,7 hab./km²).